# Бара брит
Бара брит (валл. bara brith, дословно — «пятнистый хлеб») — традиционный валлийский чайный хлеб, похожий на ирландский бармбрэк. Представляет собой дрожжевой хлеб с добавлением сухофруктов, либо фруктовый кекс без дрожжей с добавлением разрыхлителя, изюма, смородины и цукатов.
В Аргентине бара брит, принесённый в страну валлийскими поселенцами, начавшими прибывать в провинцию Чубут с 1865 года, известен как «чёрный пирог» (исп. torta negra) и тоже является традиционным блюдом.
Существует множество рецептов изготовления этого хлеба, выпекаемого во многих областях Уэльса. У дрожжевого бара брита ограниченный срок хранения. Версия хлеба из муки c добавлением разрыхлителей хранится дольше. Валлийские рецепты советуют в ночь перед выпечкой вымачивать сухофрукты в чае.